# Notte polare

Notte polare a Longyearbyen

Viene chiamata notte polare la notte che dura almeno più di 24 ore e al massimo 6 mesi nelle calotte polari, realizzabile esclusivamente nell'emisfero che - alternato con l'altro di semestre in semestre in concomitanza degli equinozi - si trova maggiormente rivolto verso l'esterno del sistema solare anziché verso il sole.

## Descrizione

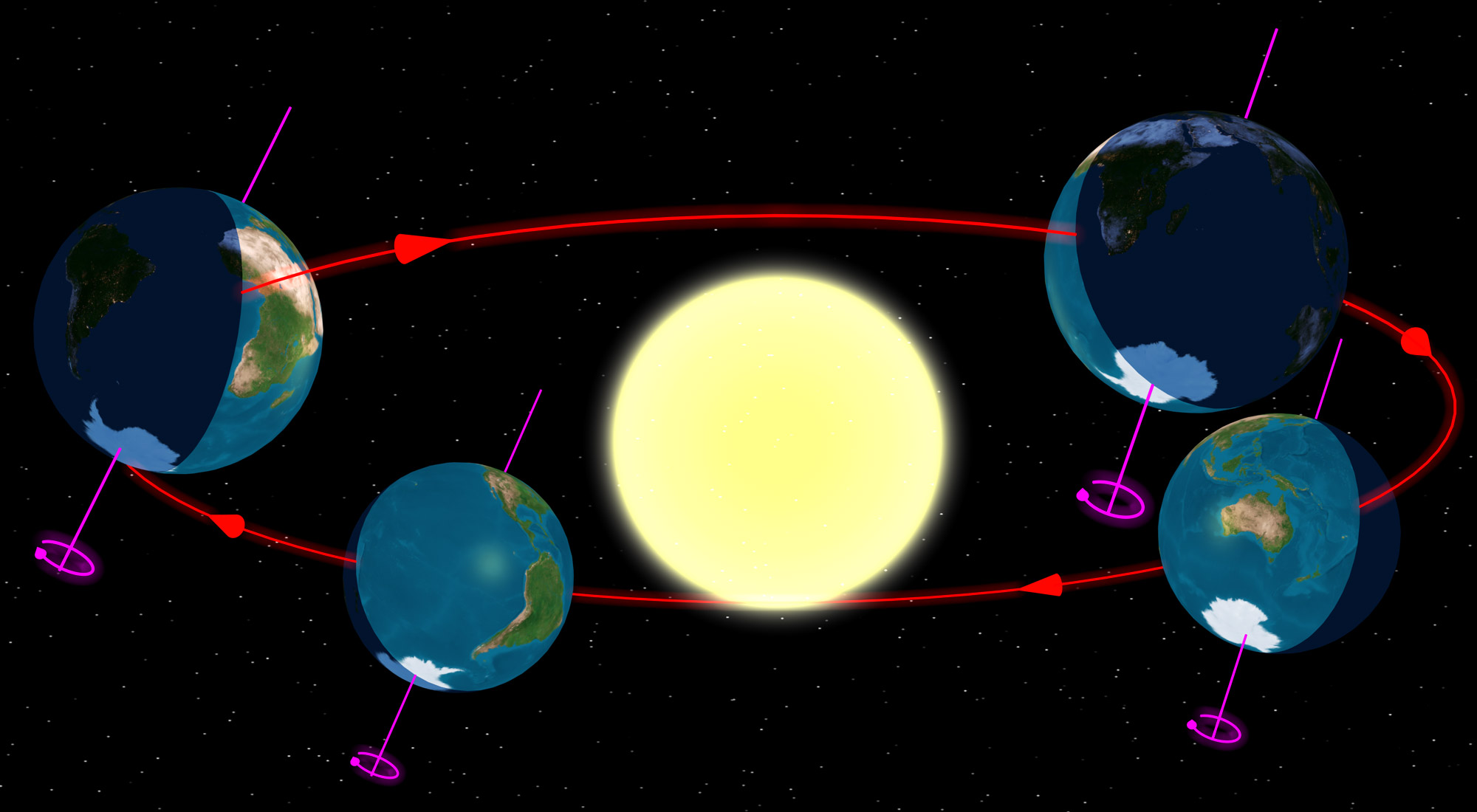
Schema della rivoluzione della Terra intorno al Sole (rotazione antioraria sia intorno al sole sia intorno all'asse terrestre). La posizione della Terra in alto a sinistra rappresenta il solstizio di giugno (notte polare al Polo sud, al suo culmine), quella in basso a destra il solstizio di dicembre (notte polare al Polo nord, al suo culmine). In basso a sinistra viene rappresentato l'equinozio di marzo, in alto a destra quello di settembre.

A causa dell'inclinazione dell'asse su cui ruota la Terra, a latitudini superiori o almeno pari a quelle dei circoli polari (nord o sud), il Sole può restare sotto l'orizzonte anche durante tutto il giorno, per periodi variabili, a seconda della maggiore vicinanza al polo geografico (dove la permanenza sotto l'orizzonte è di circa sei mesi, di cui solo in quelli centrali si realizza il buio diurno più intenso) o al circolo polare (dove il periodo massimo di permanenza sotto l'orizzonte è pari a poco meno di 48 ore); questo fenomeno accade quando l'emisfero preso in considerazione si trova maggiormente rivolto verso l'esterno del sistema solare anziché all'interno verso il Sole (cosa che - per l'effetto combinato dell'inclinazione dell'asse terrestre con il moto di rivoluzione della Terra intorno al Sole - accade a semestri alternati, scanditi dagli equinozi), e viene chiamato Notte Polare.
La Notte Polare si realizza su un'area che si estende gradualmente, inizialmente coincidente con il polo per poi arrivare fino al circolo polare, e di nuovo ridursi al polo prima di cessare, il tutto nell'arco di 6 mesi; nell'emisfero nord si verifica tra l'equinozio di settembre e quello di marzo (con culmine d'estensione durante il solstizio di dicembre, quando arriva fino al circolo polare artico), mentre nell'emisfero sud si verifica tra l'equinozio di marzo e quello di settembre (culmine di estensione fino al circolo polare antartico durante il solstizio di giugno).
Il fenomeno complementare e simmetricamente opposto, che si realizza al contempo nella calotta polare dell'altro emisfero, è il cosiddetto Sole di mezzanotte.

## Tipi di notte polare

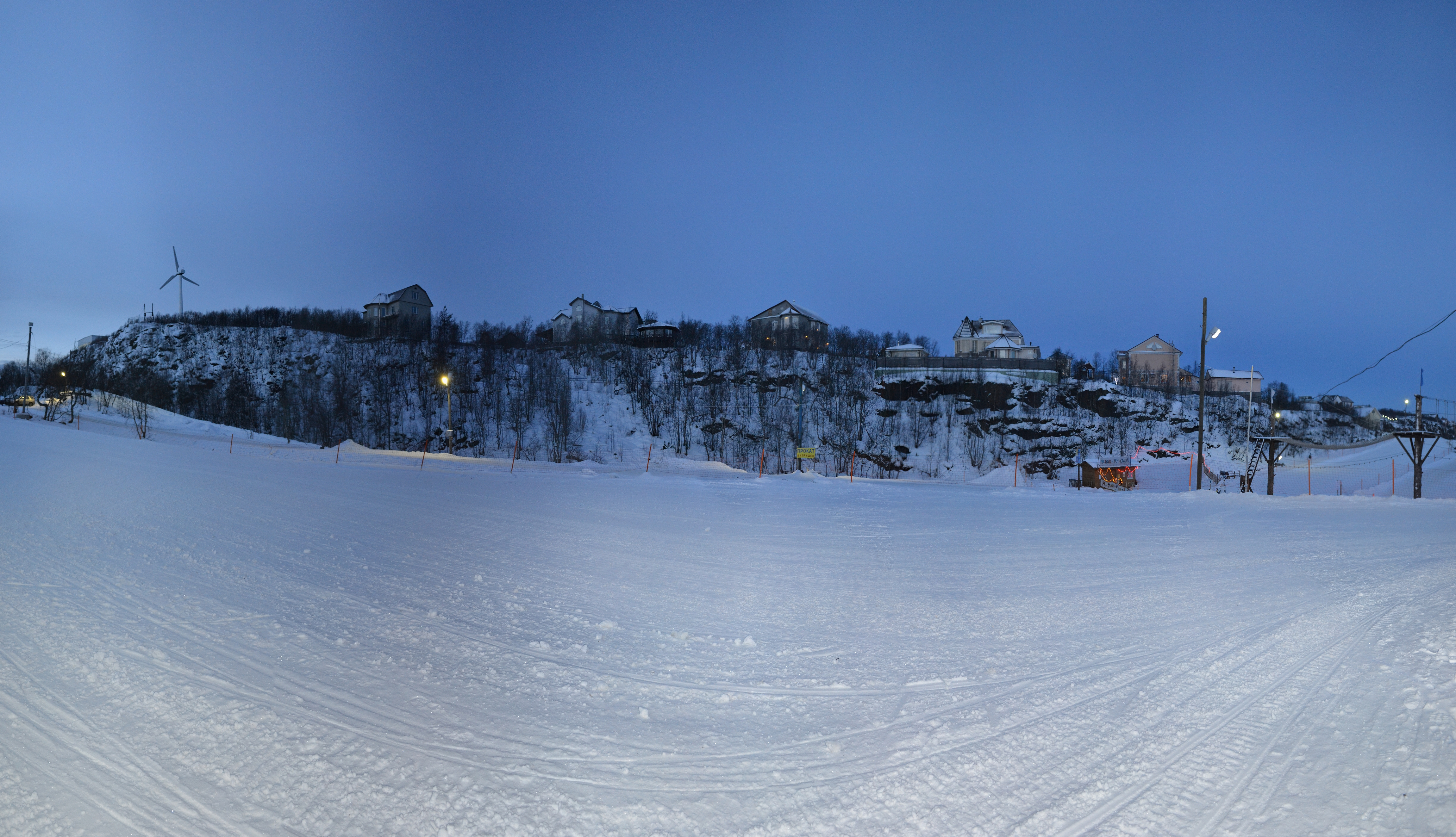
Notte polare il 29 dicembre a Murmansk, Russia, 1 ora e 27 minuti prima di mezzogiorno

Nell'arco dei 6 mesi in cui si sviluppa il fenomeno si realizzano diversi tipi di notte polare, alcuni dei quali solo nelle zone più vicine al polo; ciò è in relazione al numero massimo di gradi sotto l'orizzonte che verrà raggiunto dal Sole durante le ore diurne nel luogo in questione, cosa che dipende dalla latitudine del luogo stesso. In base alla latitudine del luogo si determina infatti in che periodo del semestre il Sole rimarrà sotto l'orizzonte anche di giorno (e per quanto tempo), nonché il numero massimo di gradi sotto l'orizzonte che esso raggiungerà via via in tale periodo nelle ore diurne - numero di gradi da cui dipende il livello di oscurità nel luogo in questione durante il giorno della notte polare, e quindi la tipologia della notte polare che si verifica.

### Crepuscolo polare
Nelle zone tra i circoli polari e il parallelo di latitudine 72°33', quando la notte polare si realizza ha una luminosità massima - nelle ore diurne - pari a quella del crepuscolo civile; in tale circostanza il Sole rimane sì sotto l'orizzonte anche durante il giorno, ma con un'angolazione variabile compresa tra 0° (ai circoli polari) e -6° (al parallelo 72°33') rispetto ad esso. Durante il crepuscolo polare, a causa della diffusione, c'è ancora abbastanza luce per le normali attività all'aperto.
Il crepuscolo polare si può verificare a qualsiasi grado di latitudine sopra il circolo polare, iniziando dalle zone al polo (appena dopo l'equinozio che dà inizio al periodo di buio), fino ad arrivare (3 mesi dopo) alle zone presso il circolo stesso.

### Notte polare civile
La notte polare civile si realizza nelle regioni la cui latitudine è superiore a 72°33', cioè almeno 6° oltre il circolo polare, quando il Sole resta tra -6° e -12° rispetto all'orizzonte durante le ore diurne.
La massima luce solare percepibile durante le ore diurne della Notte Polare Civile è pari a quella del crepuscolo nautico.
Non ci sono luoghi nell'Europa continentale che soddisfino questa definizione, tuttavia nel territorio norvegese delle Svalbard il fenomeno della notte polare civile si verifica dal 12 novembre alla fine di gennaio. Se il cielo è coperto, il "giorno" è comunque molto scuro in luoghi come la regione circostante Capo Nord, la Finnmark.
La notte polare civile è preceduta da periodi di crepuscolo polare, e seguita nuovamente da periodi di crepuscolo polare (se in luoghi compresi tra latitudine 72°33' e 78°33') o dalla notte polare nautica.

### Notte polare nautica
La notte polare nautica si realizza nei territori con latitudine superiore a 78°33', e cioè almeno 12° sopra al circolo polare, quando il Sole si mantiene tra -12° e -18° rispetto all'orizzonte durante le ore diurne.
In tale periodo c'è soltanto un debole chiarore visibile a mezzogiorno, poiché - a causa della diffusione atmosferica - si vede ancora chiaramente un posto all'orizzonte con più luce che altri posti (la massima luce solare percepibile durante le ore diurne è pari a quella del crepuscolo astronomico).
La notte polare nautica è preceduta da periodi di notte polare civile e prima ancora di crepuscolo polare; al suo termine si verificano periodi di notte polare civile e poi di crepuscolo polare (se in luoghi compresi tra latitudine 78°33' e 84°33'), oppure la notte polare astronomica. 

### Notte polare astronomica
La notte polare astronomica si realizza nei territori con latitudini superiori a 84°33' (18 gradi oltre il circolo polare), quando l'angolo tra il Sole e l'orizzonte è pari o minore a -18° anche durante tutte le ore diurne; ai poli questo periodo dura circa 11 settimane (con il solstizio circa a metà).
Quando la notte polare astronomica si realizza, anche durante le ore diurne nessuna traccia di luce solare è visibile, in nessun momento.
A parte l'Antartide, non vi sono terre emerse  in cui avviene questo fenomeno; in Antartide, la base Amundsen-Scott, situata esattamente al polo sud, sperimenta la massima durata della notte polare astronomica.
I territori in cui si realizza la notte polare astronomica arrivano a tale stadio dopo aver attraversato - nell'arco di circa 7-8 settimane - il crepuscolo polare, la notte polare civile e la notte polare nautica, per poi ripercorrere le stesse fasi in senso inverso - sempre in circa 7-8 settimane - fino all'equinozio che li porterà ai quasi sei mesi di esposizione diretta alla luce del Sole (nuvolosità permettendo).

## Analisi del fenomeno
A causa del crepuscolo, nell'arco dell'intero anno le regioni polari sono più illuminate dal Sole rispetto a quelle vicino all'equatore. Per esempio, per sette mesi Kiruna alla latitudine 67° 49′ N (leggermente a nord del Circolo polare artico), ha più luce che Stoccolma a 59° 39′ N.
Nelle regioni che si trovano all'interno dei circoli polari, il tempo in cui il Sole si trova sotto l'orizzonte varia dalle 24 ore in corrispondenza dei circoli polari ai 179 giorni ai poli geografici. D'altra parte non tutto questo tempo è caratterizzato da buio totale, poiché c'è l'illuminazione dovuta alla rifrazione che crea crepuscoli di notevole durata. Inoltre si può notare che il tempo in cui il Sole è sopra l'orizzonte ai poli è di 186 giorni. L'asimmetria è dovuta al fatto che quando il Sole si trova anche solo parzialmente sopra l'orizzonte è considerato "giorno".
Presso i circoli polari - latitudine minima dove il fenomeno può accadere - la notte polare che si verifica in concomitanza del solstizio buio non dura in realtà solo 24 ore, bensì poco meno di 48 ore: nei giorni immediatamente precedenti e successivi al solstizio, il sole sale sopra l'orizzonte pochi minuti prima del mezzogiorno locale e tramonta pochi minuti dopo; al solstizio invece tale breve parentesi del sole sopra l'orizzonte viene a mancare, realizzando così una notte polare che inizia con il tramonto del sole poco dopo il mezzogiorno locale del giorno precedente il solstizio, e termina con il sorgere del sole poco prima del mezzogiorno locale del giorno successivo al solstizio stesso.
Riguardo al grado di oscurità che viene raggiunto durante le ore diurne nei luoghi in cui si verifica la notte polare, bisogna tenere presente che in ogni caso la luna (quando non totalmente nera) è una fonte di luce (solare riflessa) che illumina in livello variabile anche i territori situati tra il circolo polare e il polo rivolti verso l'esterno del sistema solare; per tale ragione anche laddove si verifica la notte polare astronomica il "buio solare" sarà tanto più profondo quanto più vicini a periodi di luna nera (luna interposta tra il sole e la terra), e minore quanto più vicini a periodi di luna piena (anche in caso di eclissi lunare, poiché in tale circostanza la luna non viene in ogni caso totalmente oscurata dal nostro pianeta, bensì origina la cosiddetta luna rossa).

## Effetti sugli esseri umani
La notte polare sembra provocare effetti molto consistenti sul corpo umano e può causare la depressione in molti individui, così come anche i giorni polari possono influenzare le persone. Chi soffre di disturbo emotivo stagionale, viene curato con una terapia a base di luce artificiale, in quanto i benefici psicologici forniti da quella diurna naturale richiedono livelli relativamente alti di luce ambientale (fino a 10.000 lux), che non sono presenti durante il crepuscolo polare.